# درخت گنه‌گنه
درخت گنه‌گنه (نام علمی: Petalostigma pubescens) نام یک گونه از راسته مالپیگی‌سانان است.